# Antepipona tylocifica
Antepipona tylocifica är en stekelart som beskrevs av Kurzenko 1977. Antepipona tylocifica ingår i släktet Antepipona och familjen Eumenidae. Inga underarter finns listade i Catalogue of Life.